# Leuctra malickyi
Leuctra malickyi är en bäcksländeart som beskrevs av Braasch och Joost 1976. Leuctra malickyi ingår i släktet Leuctra och familjen smalbäcksländor. Inga underarter finns listade i Catalogue of Life.